# Nưa Hay
Nưa Hay (danh pháp khoa học: Amorphophallus hayi) là một loài thực vật có hoa trong họ Ráy (Araceae). Loài này được Hett. mô tả khoa học đầu tiên năm 1994.